# Dodecapole 2
Dodecapole 2 – amerykański wojskowy satelita technologiczny. Służył pracom i badaniom inżynieryjnym dotyczącym zwiadu elektronicznego, np. kalibracji radarów. Satelitę stanowiła kula z 12 teleskopowo wysuwanymi antenami, o długości 7,6 metra.

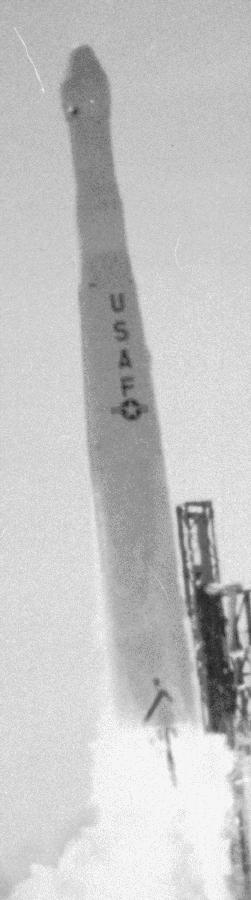
Start rakiety Thor Able Star z satelita Dodecapole 2, 13 sierpnia 1965

Satelita pozostaje na orbicie okołoziemskiej, której trwałość szacowana jest na 100 lat.